# Juan Francisco Garzón

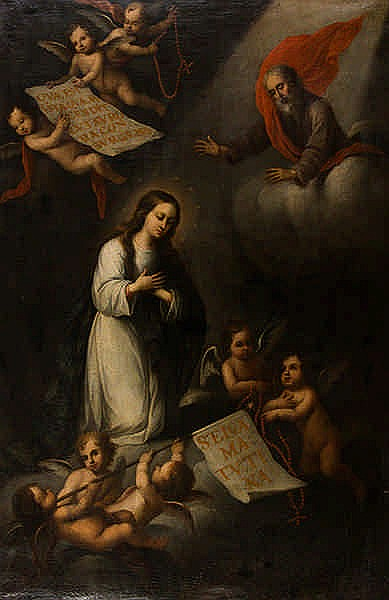
La Virgen como estrella matutina, óleo sobre lienzo, 150 x 100 cm, colección particular.

Juan Garzón (Sevilla, fallecido en 1694) fue pintor barroco español. 
Aunque Ceán Bermúdez lo hacía discípulo de Murillo y condiscípulo de Francisco Meneses Osorio, a quien habría unido estrecha amistad, de tal modo que «se ayudaban recíprocamente en sus obras, que andan confundidas con las de otros imitadores de su maestro [Murillo], pues todos iban por un mismo camino y estilo» un documento publicado por Duncan T. Kinkead indica que su relación con Meneses Osorio fue la de discípulo. Por dicho documento, fechado el 5 de diciembre de 1672, un «muchacho que se dijo llamar Juan Francisco Garzón», natural de Sevilla y huérfano, compareció ante el escribano público Francisco de Palacios y ante otros testigos para declarar su voluntad de aprender el oficio de pintor de imaginería, a cuyo fin se comprometía a entrar a servir en el taller de Meneses Osorio, maestro pintor, por espacio de cinco años.
En 1685 se le mencionaba ya como maestro pintor al arrendar una casa en la calle de la Sierpe, frente al colegio de San Acasio y en 1692 con otros pintores sevillanos otorgó poderes al pintor Francisco Pérez de Pineda para que los representase ante el rey y su consejo de hacienda. Fue enterrado el 15 de agosto de 1694 en la iglesia parroquial de Santa María Magdalena.
Se le atribuyen algunas pinturas de carácter murillesco relacionadas con una Virgen con el Niño firmada pero en paradero actual desconocido.